# Elektroda wodorowa

Elektroda wodorowa:
1 – elektroda platynowa
2 – bełkotka uwalniająca pęcherzyki wodoru
3 – roztwór kwasu
4 – płuczka blokująca dostęp tlenu
5 – zbiornik z zapasem elektrolitu

Elektroda wodorowa (SHE, z ang. standard hydrogen electrode) – w elektrochemii, gazowa elektroda redoks (półogniwo wodorowe), wykonana z platyny pokrytej czernią platynową i – po umieszczeniu w kwaśnym elektrolicie – omywana gazowym wodorem. Gdy ciśnienie cząstkowe wodoru wynosi 101,325 kPa, a jony wodorowe w roztworze mają aktywność jednostkową, uzyskiwany jest potencjał standardowy E0, który przyjęto umownie jako zerowy (we wszystkich temperaturach).
Elektroda wodorowa jest punktem odniesienia potencjału w elektrochemii. Odniesienie potencjału metalu do elektrody wodorowej jako standardu wynika między innymi ze sposobu reakcji metali z kwasami.
Wyróżnia się standardową elektrodę wodorową (SEW) pracującą w warunkach standardowych i normalną elektrodę wodorową (NEW) pracującą w warunkach normalnych. Czasem również wyróżnia się odwracalną elektrodę wodorową (gdy pH ≠ 0 lub ciśnienie gazowego wodoru ≠ 100 kPa).
Potencjał absolutny standardowej elektrody wodorowej oszacowany jest na 4,44 ± 0,02 V (w 25 °C).

## Powtarzalność i interferencje
Elektroda wodorowa cechuje się znakomitą powtarzalnością (bias mniejszy niż 10 μV przy porównaniu potencjału dwóch dobrze wykonanych elektrod wodorowych).
Ze względu na adsorpcję ważne jest chronienie powierzchni elektrody i elektrolitu przed substancjami organicznymi i tlenem atmosferycznym. Nieorganicznych jonów, które mogą się redukować, również należy unikać (np. Fe3+, CrO42-).
Kationy redukujące się i osadzające się na elektrodzie również mogą być źródłem błędów w działaniu elektrody: srebro, rtęć, miedź, ołów, kadm i tal.
Substancje, które mogą zdezaktywować („zatruć”) punkty katalityczne na powierzchni elektrody wodorowej, to arsen, siarczki i inne związki siarki, substancje koloidalne, alkaloidy i materiały spotykane w organizmach żywych.